# Pestiš
Cet article possède des paronymes, voir Pestis.
Pestiš (en serbe cyrillique : Пестиш) est un village de Serbie situé dans la municipalité de Prokuplje, district de Toplica. Au recensement de 2011, il comptait 9 habitants.

## Démographie
| 1948 | 1953 | 1961 | 1971 | 1981 | 1991 | 2002 | 2011 |
| ---- | ---- | ---- | ---- | ---- | ---- | ---- | ---- |
| 267  | 288  | 261  | 187  | 123  | 78   | 22   | 9    |

|  |